# Зеркальный (лагерь)

Эмблема лагеря, созданная в 1993 году

Лагерь «Зеркальный» (Загородный центр детско-юношеского творчества «Зеркальный», сокращённо ЗЦ ДЮТ «Зеркальный») — государственное предприятие, детский оздоровительный лагерь.
Является подразделением Санкт-Петербургского городского дворца творчества юных.
Находится в Выборгском районе Ленинградской области на берегу озера Зеркальное. Близ лагеря располагается остановочный пункт «Зеркальный» на линии Зеленогорск — Приморск — Выборг.
Лагерь принимает детей из Санкт-Петербурга и Ленинградской области.

## История
Лагерь был создан в лесном районе области как загородное отделение Ленинградского городского Дворца пионеров и школьников им. А. А. Жданова, ныне Дворец творчества юных.
Лагерь был сделан как исключительный пионерский лагерь в Ленинградской области и визитная карточка пионеров этого региона.
Официально в газетных статьях он именовался «лагерь комсомольского и пионерского актива школ Ленинграда и области».
Лагерь являлся местом отдыха будущих партийных функционеров, большое внимание уделялось политзанятиям.
Активное поступательное развитие лагеря продолжалось на протяжении всего времени его существования.
Развивались методы работы, создавались уникальные традиции трудового, экологического и политического воспитания.
Многие методики внедрялись параллельно с «Артеком» и «Орлёнком».

### До 1979 года
В 1964 году комиссии во главе с руководителем Дворца Творчества Юных на выбор было предложено два места — на озёрах Красавица и Зеркальное.
Было выбрано Зеркальное, так как на Красавице уже были построены пионерские лагеря.
По легенде конкретное место для лагеря на берегу озера было выбрано высокой комиссией в том месте, где им встретились лосиха с лосёнком.
Первое заседание на проектирование комплекса Лагеря актива на озере Зеркальное состоялось в 1965 году.
Работы были поручены авторскому коллективу архитекторов ЛенНИИпроекта, руководителем работ был назначен П. С. Прохоров.
Работы выполнялись в два этапа, над первой очередью проекта работали архитекторы: П. С. Прохоров, А. П. Изоитко, Л. М. Хидекель, Л. Ф. Онежский.
Вторая очередь создавалась коллективом архитекторов: П. С. Прохоров, М. А. Магарет, Н. А. Хмелева, В. П. Тропин, Д. А. Шалаев, Н. А. Лубушкина.
Работы по созданию лагеря начались в 1967 году, в 1969 году лагерь принял первую смену.
Днём рождения лагеря считается 14 июля.
Строительство зданий и сооружений осуществлялось с 1966 года силами строительного треста № 104.
Главным строителем объекта был прораб Р. С. Уразгильдиев, который стал почётным членом лагеря.
В 1969 году постройки были готовы, для окончательной подготовки лагеря прибыл передовой отряд воспитанников Дворца пионеров.
Он состоял из участников клубов космонавтики и морского клуба «Юнга» под руководством педагогов: В. С. Михайлова, И. А. Борисовой, Р. Т. Воронцовой, В. М. Раевского.
Силами этого коллектива лагерь готовился к приёму основной смены с 1 июня по 14 июля.
Начальником лагеря был назначен О. Н. Филин, 14 июля состоялся первый заезд.
Все три смены этого первого для лагеря года были показательны: первая смена состояла из председателей советов дружин города Ленинграда порядка 600 человек.
Во вторую смену в лагерь прибыли секретари школьных комсомольских организаций Ленинграда, третья смена также была набрана из секретарей и председателей.
В 1969—1970 учебный год в лагере учились учащиеся третьих классов Ленинграда и области. С 1971 года начальником лагеря назначен В. В. Васютин.
В 1972 году введена в эксплуатацию вторая очередь: здание школы с киноконцертным залом на 600 мест, дом моряка на берегу озера с плавбазой, дом юнната с теплицами и вольерами для животных, построен стадион футбольным полем и подсобными помещениями.
Кроме этого построены административные здания и хозяйственные постройки, которые позволили наладить нормальное функционирование комплекса.
В 1973 году начальником лагеря назначен В. С. Михайлов, который открывал лагерь в 1969 году.
В том же году налажена работа по схеме летнего и зимнего оздоровительного сезонов, продолжена работа с третьими классами школьников.
С 1974 года началось шефство над «Зеркальным» со стороны городских вузов, первым проектом стало шефство Ленинградского художественно — промышленного училища имени Мухиной.
Летом была принята смена детских домов Ленинграда и области.
В 1975 году традиция была продолжена, шефами «Зеркального» стали Высшего военного института строителей имени Комаровского, Ленинградского педагогического института имени А. И. Герцена, Высшего военно-морского училища имени Фрунзе. В том же году построены дома для сотрудников № 2 и № 3.
1976 год был ознаменован вводом в строй здания школы и культмассовых мероприятий, которое позволило расширить зимние смены, обеспечив обучение детей разных возрастов. В связи с достройкой комплекса коллектив проектировщиков и строителей был награждён премией лауреата Ленинградского комсомола. В том же году в лагерь на отдых прибывает большая группа детей из города Газли, который был разрушен землетрясением 17 мая. К новому учебному году прибыл приказ ГОРОНО о начале работы школы лагеря с учащимися шестых классов.
1977 год был политической датой — 60-летие Октябрьской революции, в связи с этим в лагере были построены новые корпуса и два новых дома для сотрудников лагеря (корпуса № 4 и 5) снесены асбоцементные палатки.
Силами сотрудников Зеркального и ребят построена железнодорожная платформа, в этом году она зарегистрирована на железной дороге и открыта под названием платформа 86 километр.
В 1978 году в Зеркальном принимали делегацию финских пионеров, в 1979 году в честь 10-летия лагеря был создан музей лагеря комсомольского и пионерского актива «Зеркальный».

### С 1980 года
В 1981 году в Зеркальном принимали «Поезд дружбы», который привёз делегацию детей ГДР, организованную Обществом германо-советской дружбы.
С 1983 года школа лагеря заработала полностью, начался приём учащихся 4-9 классов в течение всего учебного года.
В Зеркальный приезжает делегация детей Кубы, которые учатся в школе имени Ленина.
Совет министров СССР, ВЦСПС и ЦК ВЛКСМ приняли совместный документ «по одобрению и распространению опыта „Зеркального“».
В 1984 году коллектив лагеря был награждён Памятным знаменем Ленинградского комсомола «За коммунистическое воспитание пионеров и школьников».
В 1985 году на базе лагеря состоялась 1-я научно-практическая конференция по теме «Самоуправление во временном детском коллективе, как средство воспитания пионеров — организаторов Всесоюзного Марша юных ленинцев»
В качестве научного консультанта была приглашена К. Д. Радина. С 1986 года начальником лагеря назначен А. В. Николаев.
1987 год также был годом юбилея Октябрьской революции, в связи с этим Зеркальный принимал делегации городов-побратимов Ленинграда.
Ряд «зеркалят» принял участие во всемирной акции детских организаций «Дети как миротворцы»: Катя Лычева, Миша Соколов, Володя Сенькин. В том же году в лагере отдыхала смена школ-интернатов и детских домов.
С 1989 года школа полностью переходит на обучение учащихся 5-9 классов, это позволяет приглашать активистов на зимние смены без учёта того, в какой школе обучается ребёнок.
Лагерь существовал в рамках политической идеологии вплоть до 1991 года, когда в связи с распадом Советского Союза прекратилось финансирование проекта. После этого лагерь продолжил работу в рамках новой рыночной экономики.
Развитая инфраструктура лагеря, выгодное месторасположение и известность «Зеркального» позволили сохранить лагерь и направление деятельности.
В 1991—1993 годах была существенно обновлена символика лагеря, которая включала в себя флаг, герб, эмблему, гимн, вензель, знамя, логотип, талисман. В 1993 году школа для детей сотрудников получила официальный статус и номер 660.
В 1998 году коллектив Зеркального получил грант 1 ступени российского конкурса «Творческие дети», автором проекта стал директор А. В. Николаев, руководителем проекта стала ведущий методист Л. Н. Николаева.
В 2006 году правительством города была принята программа развития лагеря.
С 2006 по 2010 год проводилась комплексная реконструкция, был проведён ряд работ по реконструкции лагеря.
Был реконструирован главный корпус, встроены новые каменные коттеджи, существенно расширен спортивный комплекс.
Кроме этого была построена новая котельная и очистные сооружения, выполнен ремонт общежития для сотрудников.
Курировала мероприятия лично губернатор города В. И. Матвиенко.
Бюджет стройки составил около 700 млн руб., после проведения работ лагерь сможет принимать до 600 детей одновременно в летний период.
В конце 2010 года в связи с кризисом появилась информация о продаже Зеркального, но после увольнения директора Дворца Творчества Юных Владимира Киселева назначенная на это место Татьяна Говорушина опровергла информацию о продаже актива.

## Персоналии «Зеркального»
Директора «Зеркального»:
- 1968—1969 В. С. Михайлов — организатор строительства и ответственный за открытие лагеря[1].
- 1969—1971 О. Н. Филин[3].
- 1971—1973 В. В. Васютин[3].
- 1973—1986 В. С. Михайлов — первый долговременный директор лагеря, создатель коллектива и организатор множества проектов[1].
- 1986—2024.[когда?] — кандидат педагогических наук А. В. Николаев[10]
- 2024 — наст. время — П.Б. Гриша.

## Текущая деятельность
С 1990-х годов ЗЦДЮТ «Зеркальный» действует круглогодично, для этого построена собственная инфраструктура систем обеспечения инженерно-хозяйственной деятельности, которая обеспечивает деятельность 86 зданий и сооружений.
Она состоит из трёх водонасосных станций, двух станций биологической очистки воды, котельной, трансформаторной и дизельгенераторной станции аварийного электроснабжения.
В лагере есть собственная прачечная, автотранспортное предприятие (парк — 22 автомобиля) и столовая на 600 посадочных мест, которая разделена на два обеденных зала. Она обеспечивает питание детей пять раз в день в зимний и летний период. В рамках лагеря работает ясли-детский сад для детей сотрудников.
Для гостей лагеря построена система обеспечения проживания, отдыха и обучения детей.
Эта система включает в себя жилые дома для летнего и зимнего размещения, школу, киноконцертный зал, стадион и спортивные площадки.
Вместимость лагеря зависит от сезона: в зимнее время года «Зеркальный» может принимать 210 детей, учебная программа рассчитана на приём учащихся 5-9 классов. На период школьных каникул «Зеркальный» принимает детей в возрасте от 6 до 15 лет.
В период летних каникул вместимость лагеря существенно увеличивается за счёт летних коттеджей, помещений школы и палаточного городка. В результате лагерь получает возможность принять до 630 человек в рамках каждой летней смены.
Дети размещаются в отрядах численностью от 25 до 40 человек, с каждым отрядом работает двое вожатых.